# Spyhopping

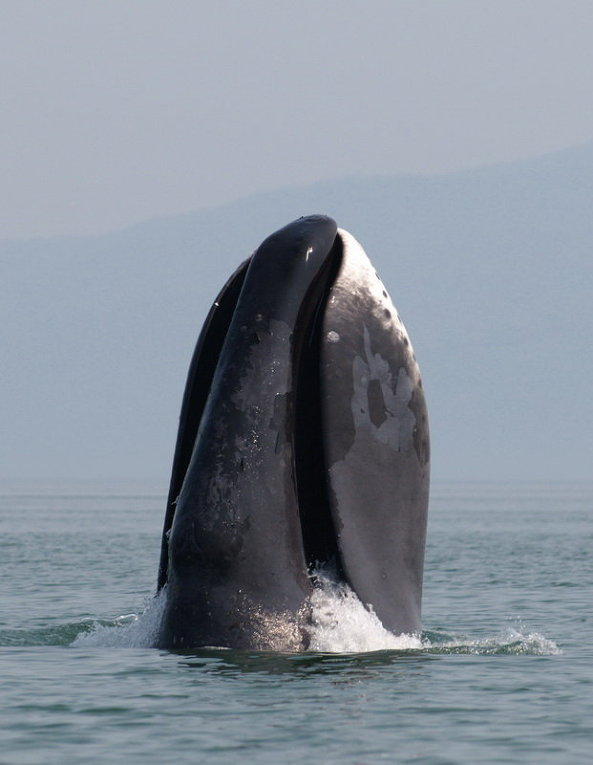
Spy hopping, wal grenlandzki

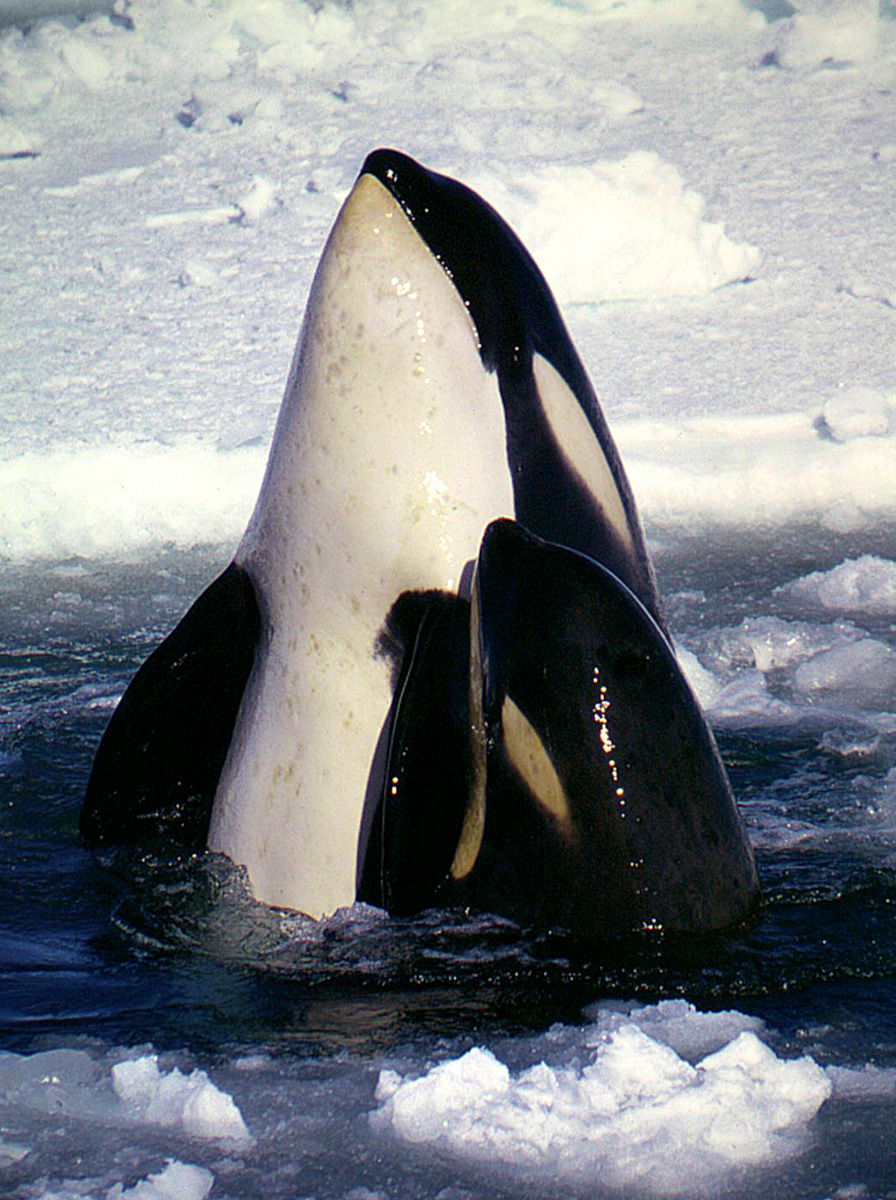
Orka oceaniczna

Spyhopping, spy hopping – pionowe wynurzanie głowy z wody przez walenie bądź inne morskie zwierzęta, o niepewnym znaczeniu.
Funkcja tego zachowania podlegała debacie. Wieloryby mają nozdrza na szczycie głowy, nie muszą więc jej wystawiać nad wodę, by zaczerpnąć powietrza. Jedna z hipotez stanowi, że walenie po prostu wystawiają głowę znad wody, bo rozejrzeć się po okolicy, zwłaszcza w sytuacji zagrożenia. Niebezpieczeństwo takie mogą dla wielorybów stanowić orki bądź łodzie. Niekiedy też, jak długopłetwiec oceaniczny, wydają się rozglądać ze zwykłej ciekawości. Jednakże część badaczy wskazuje na i tak ograniczone pole widzenia wystawiającego z wody głowę walenia, na przykład pływacza szarego. Ponadto zachowanie zaobserwowano także u orek nieobawiających się drapieżników. Te jednak najpewniej wypatrują w ten sposób ofiar, na przykład płetwonogich, szczególnie par matka i dziecko. Obserwatorzy podkreślają szeroko otwarte oczy orek poszukujących wylegujących się na lodzie płetwonogich. W razie niewielkiej kry lodowej orce wystarczało pojedyncze spy hopping, podczas gdy zdobycz spoczywała na większej tafli lodu, sytuacja wymagała kilkukrotnej oceny wzrokowej przez wynurzanie głowy, często z różnych miejsc. Młode orki uczyły się tego, wynurzając się razem z matką. Następnie dochodziło do właściwego polowania obejmującego zsuwanie zdobyczy z kry.
Z drugiej strony zachowanie takie występuje również podczas interakcji społecznych, wraz z innymi obserwowanymi wtedy zachowaniami, jak wyskakiwanie z wody (breaching) czy uderzanie płetwami (lobtailing, flipper-slaping), jak to często czynią walowate. W latach 70. XX w. pojedynczy autor zaproponował, że w przypadku pływacza szarego chodzi raczej o zmuszenie pokarmu do grawitacyjnego opadnięcia w dół do czterokomorowego żołądka walenia. Krytycy odpowiedzieli mu, że pływacz szary często wystawia głowę nad wodę niezależnie od jedzenia, w czasie okresu rozrodczego, kiedy to zwierzę pości. Ponadto istnieją eksperymenty i obserwacje wspierające pierwszą z hipotez, rozglądania się. Mianowicie samicy pływacza szarego puszczano nagrane odgłosy wydawane przez orki. Wywołano w ten sposób u niej spy hopping. Podobne doświadczenia przeprowadzano z udziałem kaszalota spermacetowego. Obserwowano też nasilony spy hopping u samicy pływacza szarego po zabiciu jej młodego przez orki, które następnie pożarły jego ciało. W tym czasie matka wielokrotnie z oddali dokonywała spy hopping, jakby spoglądała na pożerane dziecko. Wystawiający głowę nad wodę kaszalot spermacetowy, z racji wielkiej, kwadratowej głowy z narządem spermacetowym dysponujący ograniczonym polem widzenia, często rozgląda się na boki. Wcześniej powoli podpływa do powierzchni, unikając chlapania wodą. Humbaki częściej przeprowadzają spy hopping w towarzystwie łodzi, także związanych z turystyką opartą na obserwacjach wielorybów, o czym świadczą doniesienia z Alaski, Hawajów, Kanady i Australii. By nie niepokoić waleni i nie zmieniać ich zachowania, rekomenduje się niezbliżanie do nich na odległość większą niż 100 m, choć organizacje sozologiczne rekomendują raczej 200 m.
Spy hopping często obserwuje się u waleni. Spy hopping podczas socjalizacji obserwowano u wala grenlandzkiego i walenia, podczas wypatrywania zagrożeń u pływacza szarego czy długopłetwca oceanicznego, robiącego to też z ciekawości. Zachowanie to obserwowano też u kaszalota spermacetowego i orki oceanicznej. Zachowanie jest typowe dla waleni, lecz obserwuje się je także u innych zwierząt, także ryb. Odnotowano je choćby u rekinów Notorynchus cepedianus, Carcharias taurus, Mustelus henlei czy koleniokształtnego Squalus acanthias.